# Kleidermode

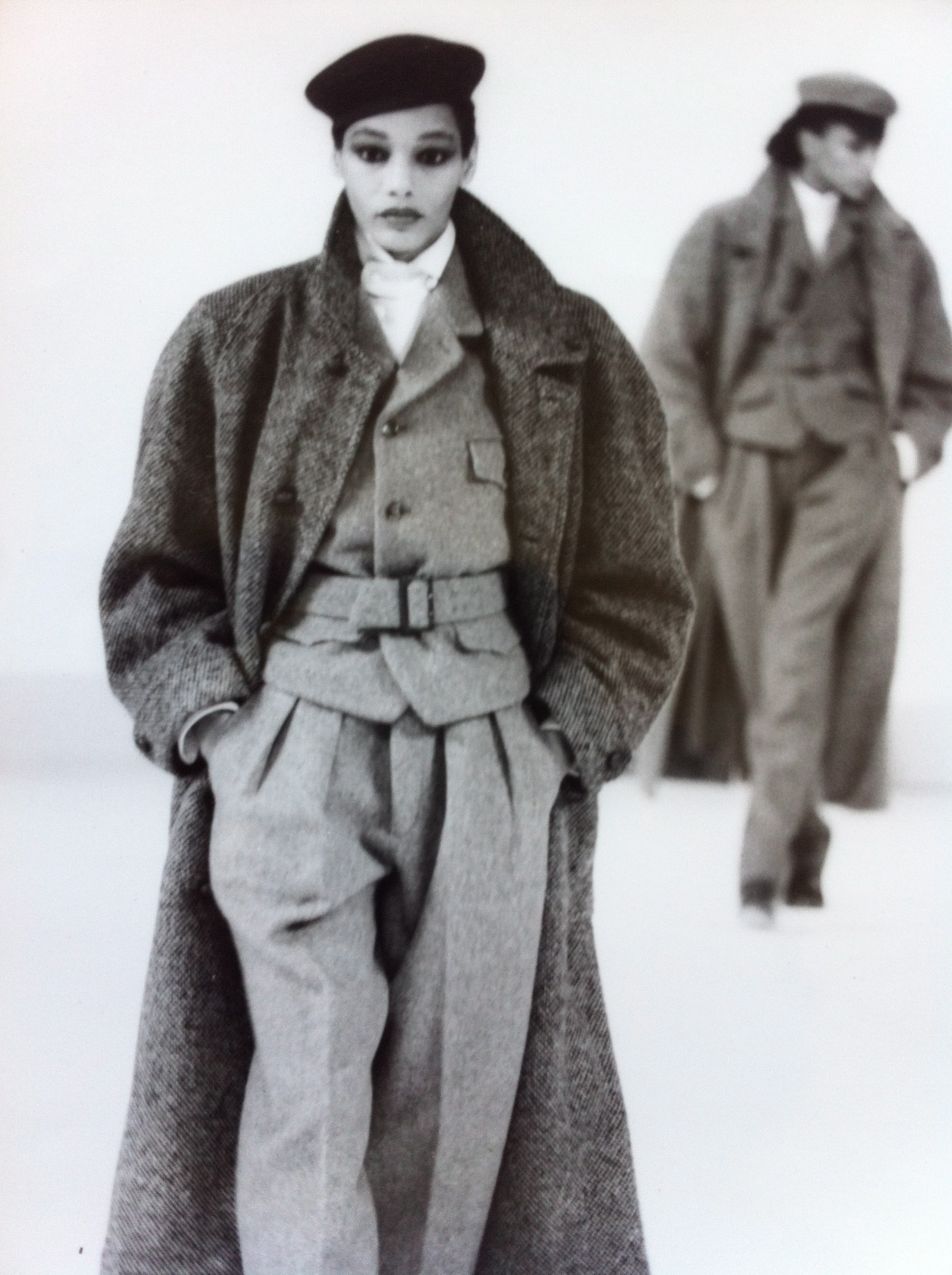
Model Renée Gunter präsentiert Haute Couture um 1970

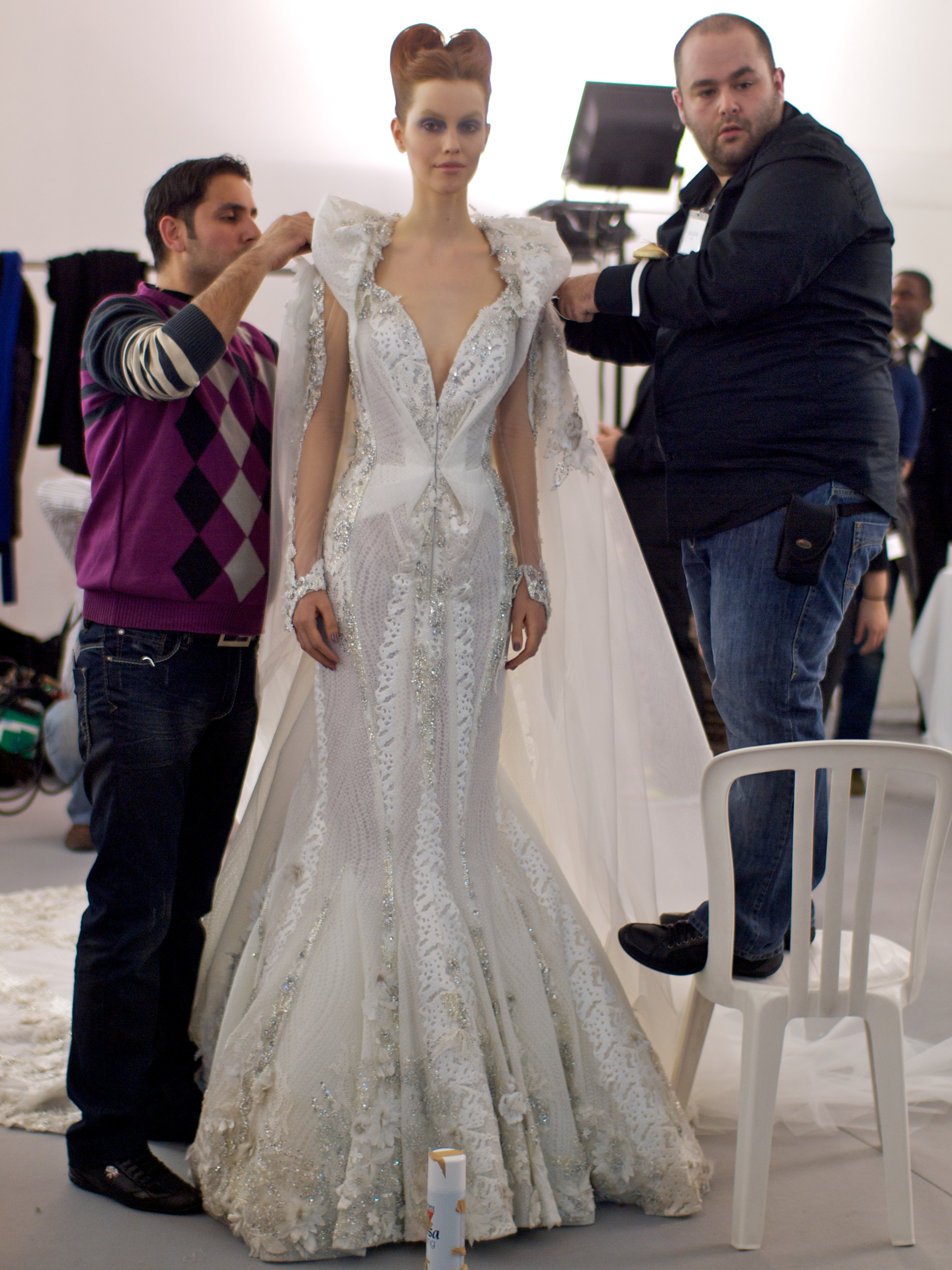
Basil Soda – Haute Couture Spring/Summer 2011

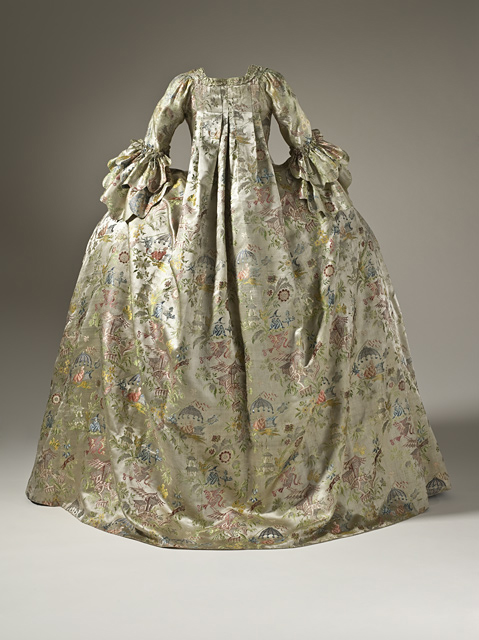
Eine Contouche (Robe um 1750)

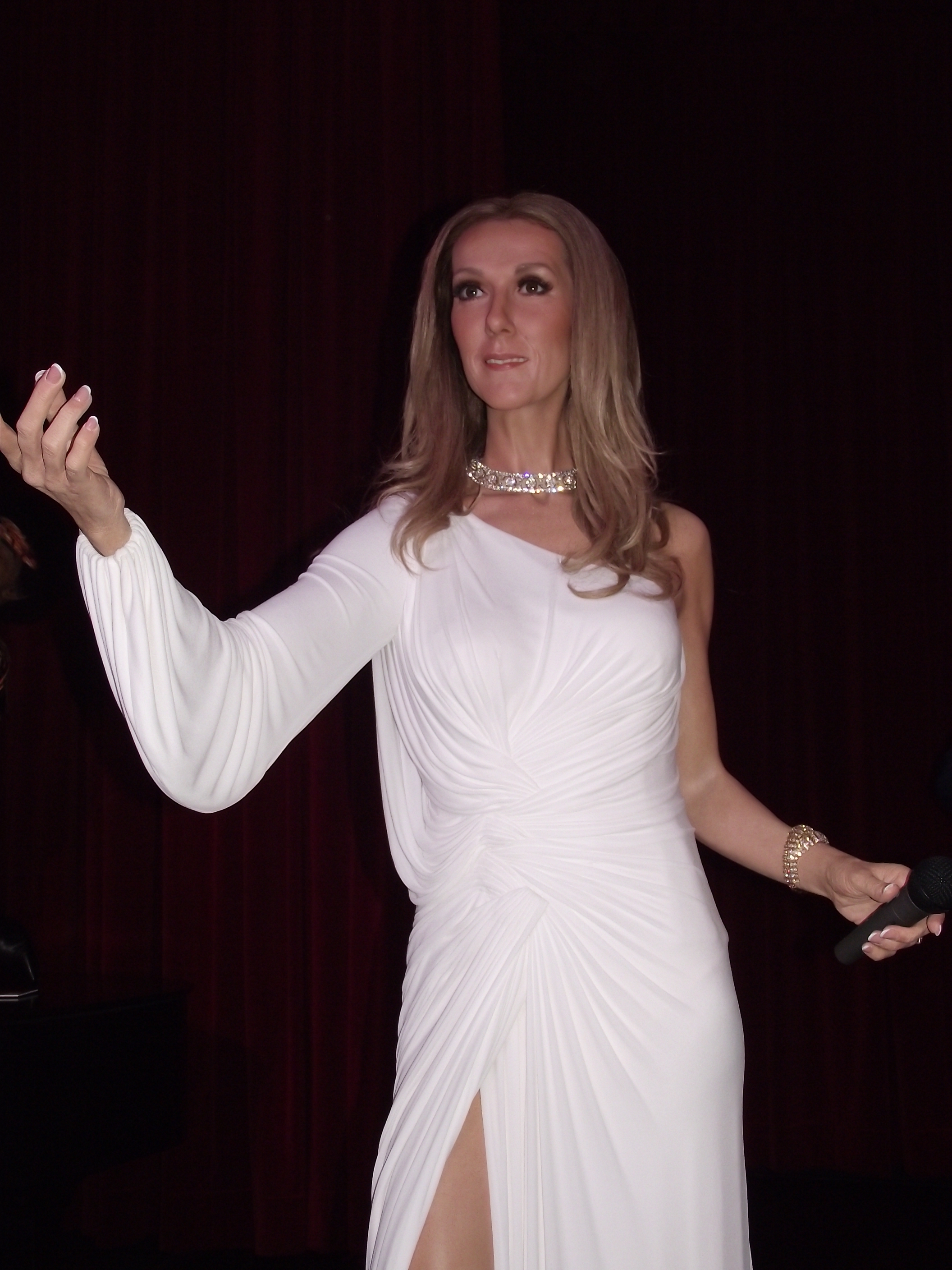
Céline Dion, Musée Grévin Montréal

Kleidermode bezeichnet den Teil der Kleidung, der einem zeitbedingten schnellen Wechsel unterliegt. Im Gegensatz zur „Tracht“ bezeichnet Kleidermode eine nur kurzfristig übliche oder angemessene Art sich zu kleiden, die sich zusammen mit der allgemeinen gesellschaftlichen Veränderung beständig wandelt.
Damit impliziert der Begriff auch eine ästhetische Bedeutung von Kleidung und geht über ihr Verständnis als purem Gebrauchsgegenstand hinaus. Kleidung dient nicht nur zum Schutz vor Wärme oder Kälte oder anderweitiger Beeinträchtigung, sondern auch dem menschlichen Bedürfnis, sein Aussehen zu gestalten.
Die Aufmachung eines Menschen, insbesondere in Bezug auf legere Kleidung, wird auch mitunter als Aufzug bezeichnet, beispielsweise in Redewendungen wie: „In diesem Aufzug wollte ich mich nicht sehen lassen“.

## Geschichte der Mode
In der Antike kannte man bereits die Tunika und die Fibel. Im Römischen Reich trug man eine Toga oder eine Stola, es gab wechselnde Haartrachten; nur dem Imperator war es erlaubt, mit teurem Purpur gefärbte Gewänder zu tragen. Die Kleidung im Mittelalter (500–1500) war aus Flachsfaser oder Nesseltuch und spiegelte die Ständeordnung wider. Gegen Ende des Mittelalters, im 15. Jahrhundert, war eine Zeitlang die fantasievolle Mode aus Burgund mit Zaddeln und Zacken, weiten Ärmeln, Hauben oder einem spitzen Hennin tonangebend. Die Kleidermode der Renaissance und der Reformation (1500–1550) kannte das Wams, die Schaube und als Kopfbedeckung das Barett. Die spanische Kleidermode (1550–1620) favorisierte das Korsett, die Heerpauke und die Halskrause. Die Kleidermode zur Zeit des Dreißigjährigen Krieges (1610–1650) kannte den Schlapphut und die Stulpenstiefel. Die Kleidermode zur Zeit Ludwigs XIV. (1650–1715) brachte die Allongeperücke und den Manteau und Frankreich stieg für Jahrhunderte zur tonangebenden und führenden Nation in Sachen Mode auf. Die Kleidermode des Rokoko (1720–1789) fand Gefallen an Culottes und Contouche, während sich in der Zeit nach der Französischen Revolution in der Revolutions- und Empiremode (1789–1815) die Mode à la grecque entwickelte und die Herren begannen, lange Hosen zu tragen. Die Kleidermode der Restauration und des Biedermeier (1817–1840) brachte die Schute und den Vatermörder. Die Krinolinenmode (1840–1870) kannte den Reifrock für die Dame. Die Kleidermode der Gründerzeit bis 1900 (1871–1900) kleidete den Herrn militärisch in den Überrock und die Dame in ein Mieder.
Im zwanzigsten Jahrhundert folgten viele Trends aufeinander: Der französische Modeschöpfer Paul Poiret, Kreateur des so genannten Humpelrocks (1910/11), brach als einer der ersten mit alten Konventionen, indem er Kleider kreierte, die auch ohne Korsett getragen werden konnten. Dies wird manchmal aber auch Coco Chanel zugeschrieben. Die Knickerbocker, welche schon seit den 1890er Jahren getragen wurden, trugen Anfang des 20. Jahrhunderts zu einem weiteren Aufbrechen der traditionell geschlechterspezifischen Kleidermoden bei. Die Zeit des Ersten Weltkrieges brachte den Trenchcoat (engl. trench = Schützengraben); gegen Ende der 1920er Jahre und Beginn der 1930er Jahre begann sich eine setzte sich die Designerin Elsa Schiaparelli durch. In den 1940er Jahren kamen die Nylonstrümpfe, und als die Bedürfnisse der Kunden durch den Zweiten Weltkrieg eher „minimalistisch“ wurden, erlebten in den 1950er Jahren Schöpfungen wie die Jeans und das T-Shirt einen großen Trend. In den 1960er Jahren begleitete der von Mary Quant propagierte Minirock die sexuelle Revolution. Mit dem Aufkommen der Hot Pants war das 20. Jahrhundert noch lange nicht zu Ende.
Folglich stellt die Kleidermode einen Bestandteil und eine Ausdrucksart des Überbegriffs Mode dar, welcher die Gesamtmenge der vorherrschenden Verhaltens-, Denk- und Gestaltmuster umschreibt.

## Museen
Heute dokumentieren unter anderem die Galleria del custume in Florenz, das Metropolitan Museum of Art in New York, das Victoria and Albert Museum in London und das Musée Galliera in Paris die westlich geprägte Modegeschichte. In Deutschland ist im Schloss Meyenburg eine der größten Sammlungen vom Mode der ersten acht Jahrzehnte des 20. Jahrhunderts, die Josefine Edle von Krepl zusammengetragen hat, ausgestellt. Weitere bedeutende Sammlungen sind die Von Parish Kostümbibliothek sowie die Modesammlung des Münchner Stadtmuseums, die Textiliensammlung des Germanischen Nationalmuseums und die Modesammlung des Wien Museums, die mit über 22.000 Objekten zu den umfangreichsten Europas zählt. Darüber hinaus gibt es in Deutschland eine Vielzahl kleiner Spezialmuseen, die sich mit verschiedenen Aspekten von Kleidung und Mode beschäftigen, u. a. das Deutsche Hutmuseum Lindenberg, das Staatliche Textil- und Industriemuseum Augsburg und das Deutsche Schustermuseum Burgkunstadt. Im Modemuseum Uerkheim in der Schweiz sind umfangreiche Ausstellungen zur Geschichte der Mode zu sehen.

## Ausbildung

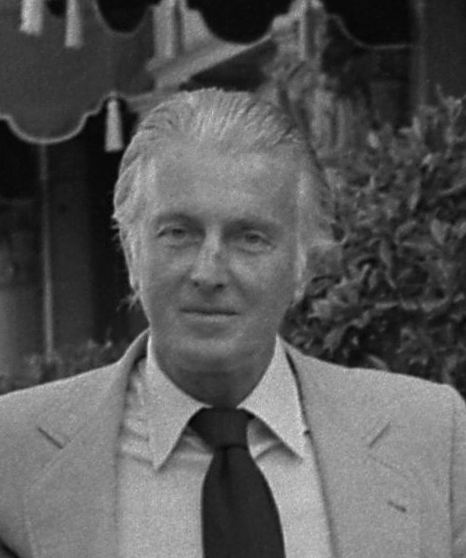
Hubert de Givenchy in seinem Atelier, Avenue George V, Paris

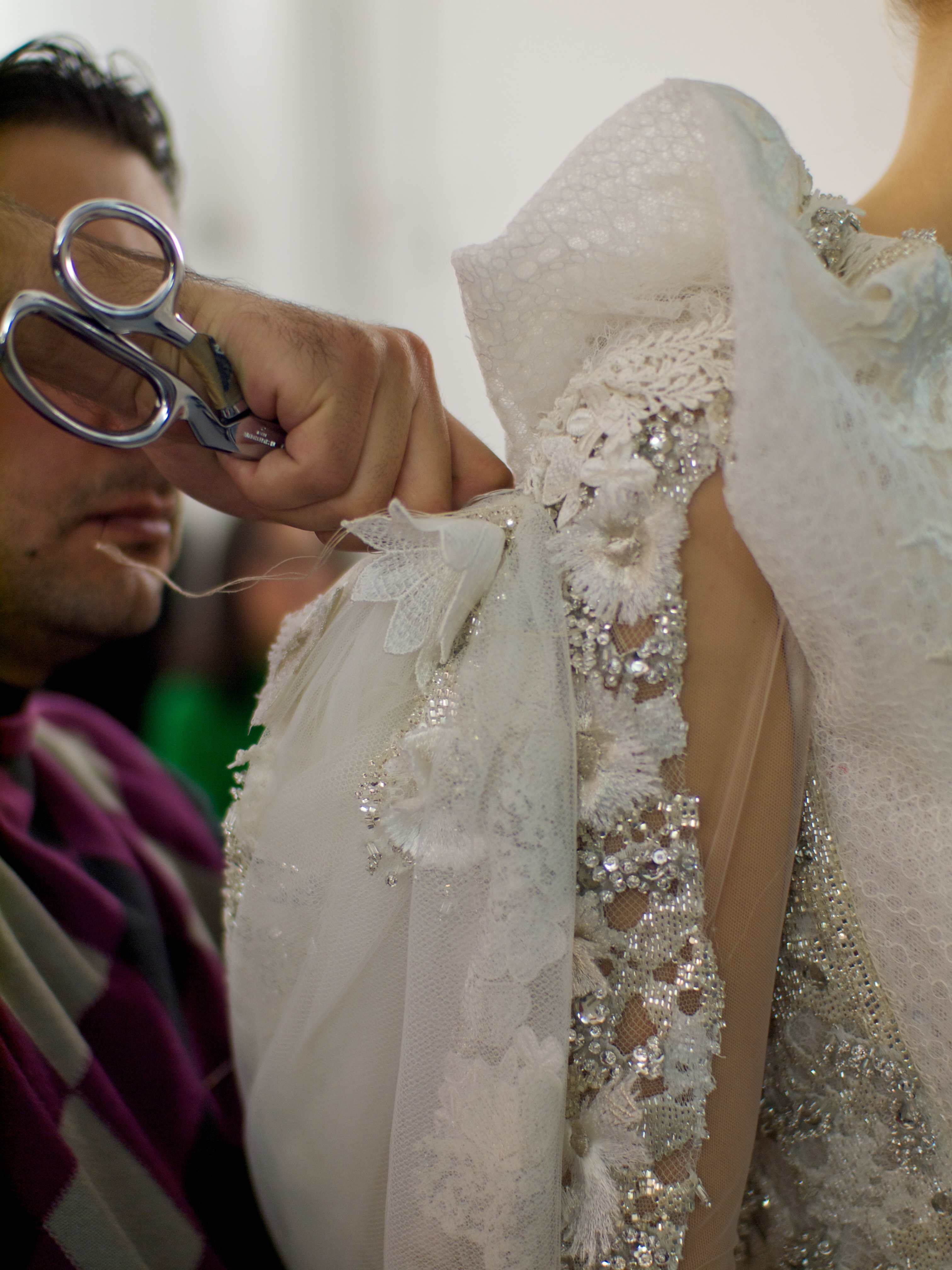
Basil Soda - Haute Couture Spring/Summer 2011

Die Schnitt-Direktrice erstellt die Schnittmuster, die Entwurfs-Direktrice entwirft und zeichnet die Modelle. Direktrice ist sowohl eine Funktionsbezeichnung in einem Betrieb als auch der Titel nach einer entsprechenden Ausbildung an einer Modefachschule.
Der Schneider stellt traditionell im Handwerk Bekleidung her. Er kann sich anschließend weiter ausbilden zum Schneidermeister, Modellmacher oder Designer. Bei der Wahl der Ausbildungsstätte sind Können und Ziele wichtig.

### Ausbildungsstätten Industrie
- Modefachschule Sigmaringen
- Central Saint Martins College of Art and Design, London

### Ausbildungsstätten Handwerk
- Kerschensteinerschule Stuttgart
- Deutsche Meisterschule für Mode, München
- Frankfurter Schule für Bekleidung und Mode

## Modemacher
Bekannte Couturiers und Modemacher waren und sind:
- Paul Poiret (1879–1944)
- Nina Ricci (1883–1970)
- Coco Chanel (1883–1971)
- Jean Patou (1887–1936)
- Ben Zuckerman (1890–1979)
- Cristóbal Balenciaga (1895–1972)
- Ann Lowe (1898–1981)
- Madame Grès (1903–1993)
- Christian Dior (1905–1957)
- Charles James (1906–1978)
- Pauline Trigère (1908–2002)
- Jacques Fath (1912–1954)
- Pierre Balmain (1914–1982)
- Ottavio Missoni (1921 2013)
- Pierre Cardin (1922–2020)
- Hubert de Givenchy (1927–2018)
- Karl Lagerfeld (1933–2019)
- Giorgio Armani (* 1934)
- Yves Saint Laurent (1936–2008)
- Slawa Saizew (1938–2023)
- Kenzō Takada (1939–2020)
- Vivienne Westwood (1941–2022)
- Jil Sander (* 1943)
- Wolfgang Joop (* 1944)
- Jean Paul Gaultier (* 1952)
- Isaac Mizrahi (* 1961)

### Hüte
- Emme[6]
- Jean Barthet (1920–2000), seit den 1950er Jahren Hutmacher für Hollywood- und französische Filmstars, Hüte für Filme wie Die Mädchen von Rochefort.

## Messen
In Europa ist Düsseldorf die umsatzstärkste Modemessestadt; hier ist die Igedo als Veranstalter im Bekleidungssektor tätig. Daneben gab es bis 2015 in Deutschland die Messe Bread & Butter.
Seit 2007 hat sich die Berlin Fashion Week etabliert und im Juli 2021 fand die erste Frankfurt Fashion Week statt. In Italien existiert die Mailänder Modewoche, in den USA die New York Fashion Week, in Frankreich die Paris Fashion Week.

## Präsentation

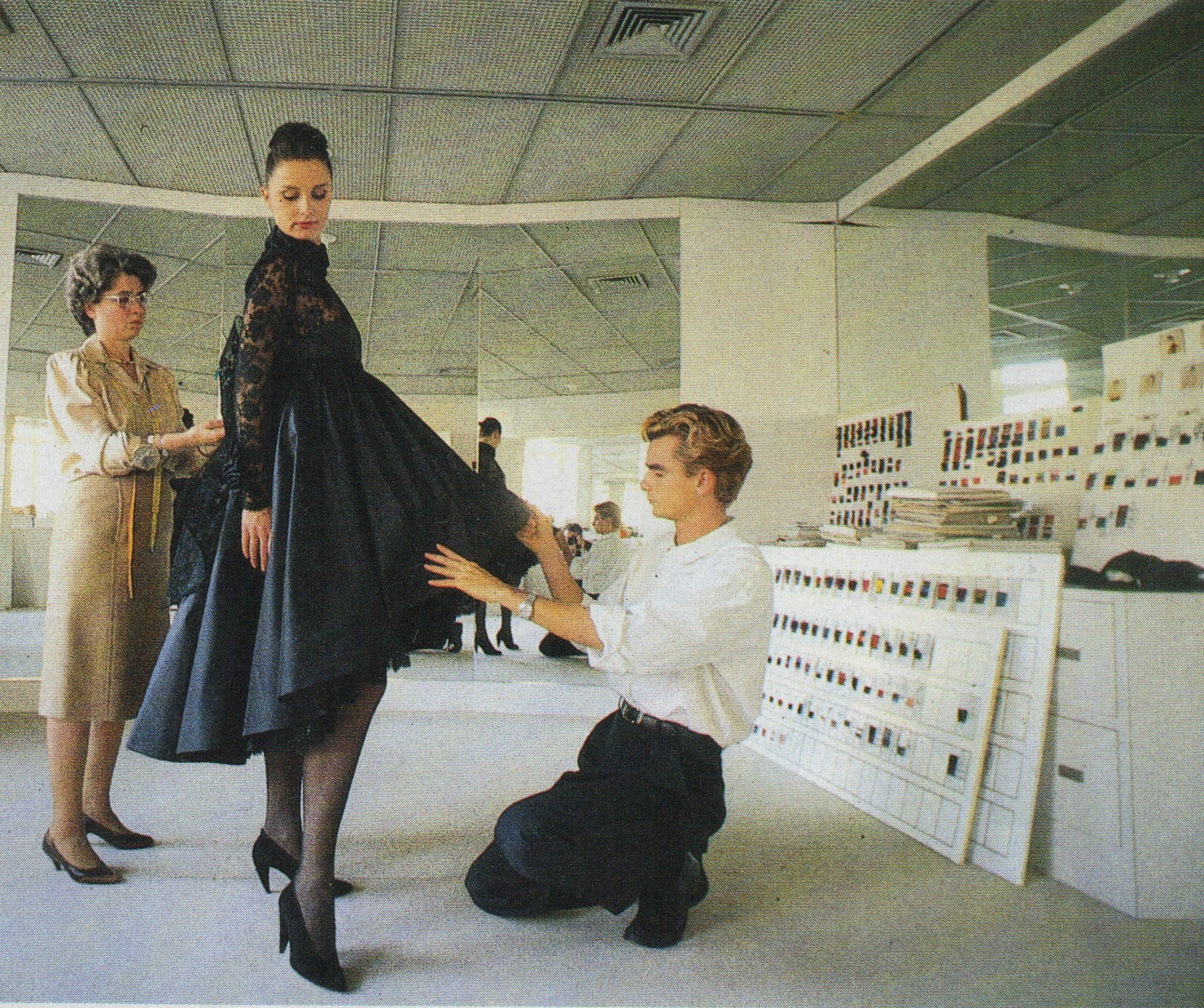
Tilmann Wröbel, FEMME Magazin

Gezeigt wird die Mode auf Schauen. Zunächst halfen jedoch Illustratoren und Künstler wie Erté, Cecil Beaton und Léon Bakst, die Mode zu verkaufen. Das Haus-Mannequin ist fest angestellt und präsentiert im Modehaus. Für Shows wurden und werden die Modelle individuell zusammengestellt.
Die Modefotografie unterstützt die Vermarktung der Mode. Die Modefotografen arbeiten im Auftrag verschiedener Modemagazine oder im Auftrag von Modefirmen. In letzterem Fall buchen sie in der Regel die Models.
Unter den ersten bekannten Fotomodellen waren Lisa Fonssagrives, Dovima, Dorian Leigh, Suzy Parker und Christa Päffgen, in den 1960er Jahren Twiggy. Weitere bekannte Models der 1960er und 1970er Jahre waren Sharon Tate, Veruschka, Iman Abdulmajid und Jerry Hall. Bekannte Gesichter waren und sind Inès de la Fressange, Claudia Schiffer, Marcus Schenkenberg, Toni Garrn und Gisele Bündchen.

### Bekannte Modefotografen
- Adolphe de Meyer (1868–1946)
- Gebrüder Séeberger, Jules (1872–1932), Louis (1874–1946) und Henri (1876–1956) Séeberger, gefolgt von Jean (1910–1979) und Albert (1914–1999) Séeberger.
- Edward Steichen (1879–1973)
- Man Ray (1890–1976)
- Erwin Blumenfeld (1897–1969)
- George Hoyningen-Huene (1900–11968)
- Cecil Beaton (1904–1980)
- Regina Relang (1906–1989)
- Horst P. Horst (1906–1999)
- Irving Penn (1917–2009)
- Henry Clarke (um 1917–1996)
- Karen Radkai (1919–2003)
- Helmut Newton (1920–2004)
- Richard Avedon (1923–2004)
- Karl Lagerfeld (1933–2019)
- Peter Beard (1938–2020)
- Peter Lindbergh (1944–2019)

## Textilindustrie
Die Bekleidungsindustrie nutzt das menschliche Verlangen nach Abwechslung zu verkaufsfördernden Zwecken und entwirft und produziert regelmäßig neue, zur Jahreszeit (Saison) passende Textilien. Durch Wechsel der Farben, Materialien und Modelle wird beim Konsumenten der Wunsch erzeugt, die alten, vielleicht noch nicht abgetragenen und immer noch passenden Kleidungsteile gegen neue auszutauschen, um die Gebote der Mode zu befolgen.
Von Modedesignern werden (mindestens) halbjährlich Entwürfe erarbeitet. Sie werden als aufeinander abgestimmte Kollektionen von Models auf Modeschauen oder Messen neun Monate vor Saisonbeginn vorgestellt. Oft wird hier (nicht nur zwecks Aufmerksamkeit) sehr künstlerisch und experimentell gearbeitet. Dadurch werden neue Stile sehr konsequent und radikal vorgeführt und so die vorgeschlagenen Neuerungen sehr klar und deutlich gemacht.
Die Textilindustrie und der Textilhandel lassen sich davon inspirieren und übernehmen die aktuellen Ideen (Farbe, Muster, Schnitt, Material) und erarbeiten daraus gemäßigtere, für den Massenmarkt „tragbare“ Entwürfe. Diese werden heute zum großen Teil in Billiglohnländern günstig hergestellt und u. a. in Europa zum Saisonbeginn verkauft. Mode-Ketten wie H&M werfen pro Saison mehrere Kollektionen auf den Markt und können sich so kurzfristigen Trends anpassen. Unter der Produktion in Billiglohnländern leidet die europäische Textilindustrie.
Schon bevor Kleidermoden von Modedesignern, Modeunternehmen und Modehäusern propagiert werden, kündigen sich neue ästhetische Entwicklungen in der Gesellschaft, besonders bei innovativen, experimentierfreudigen und gesellschaftskritischen Bevölkerungsgruppen an. Modeunternehmen spüren diese Trends nicht selten mittels Trendscouts auf (Coolhunting) und lassen sich in ihren Entwürfen davon inspirieren.
Diese Gruppen, sowie Modedesigner und Trendsetter, spielen eine Schlüsselrolle für die Verbreitung und den Erfolg einer von den Designern vorgeschlagenen neuen Mode.

## Motivationen zum Tragen modischer Kleidung
- Lust an Abwechslung
- Bedürfnis nach Anpassung, nicht unangenehm auffallen: Konformismus durch Tragen der bereits in der Bezugsgruppe etablierten Mode; Bedürfnis nach Anpassung infolge von Unsicherheiten in ästhetischen oder anderen Fragen
- Bedürfnis nach Abgrenzung, Lust am modischen Experiment, Beeindrucken, Abhebung von der Masse, Statussymbol: Tragen der neuen, in der Bezugsgruppe noch nicht etablierten Mode; Zeigen, dass man auf dem neuesten Stand ist, kreativ ist, innovativ etc.; Tragen sehr seltener, individueller und teurer Moden; Zur-Schau-Stellen des gesellschaftlichen Ranges
- Etablierung einer Personal Brand mithilfe des Modestils,[10] Wiedererkennungswert
- Identifikation mit dem aktuellen Zeitgeist

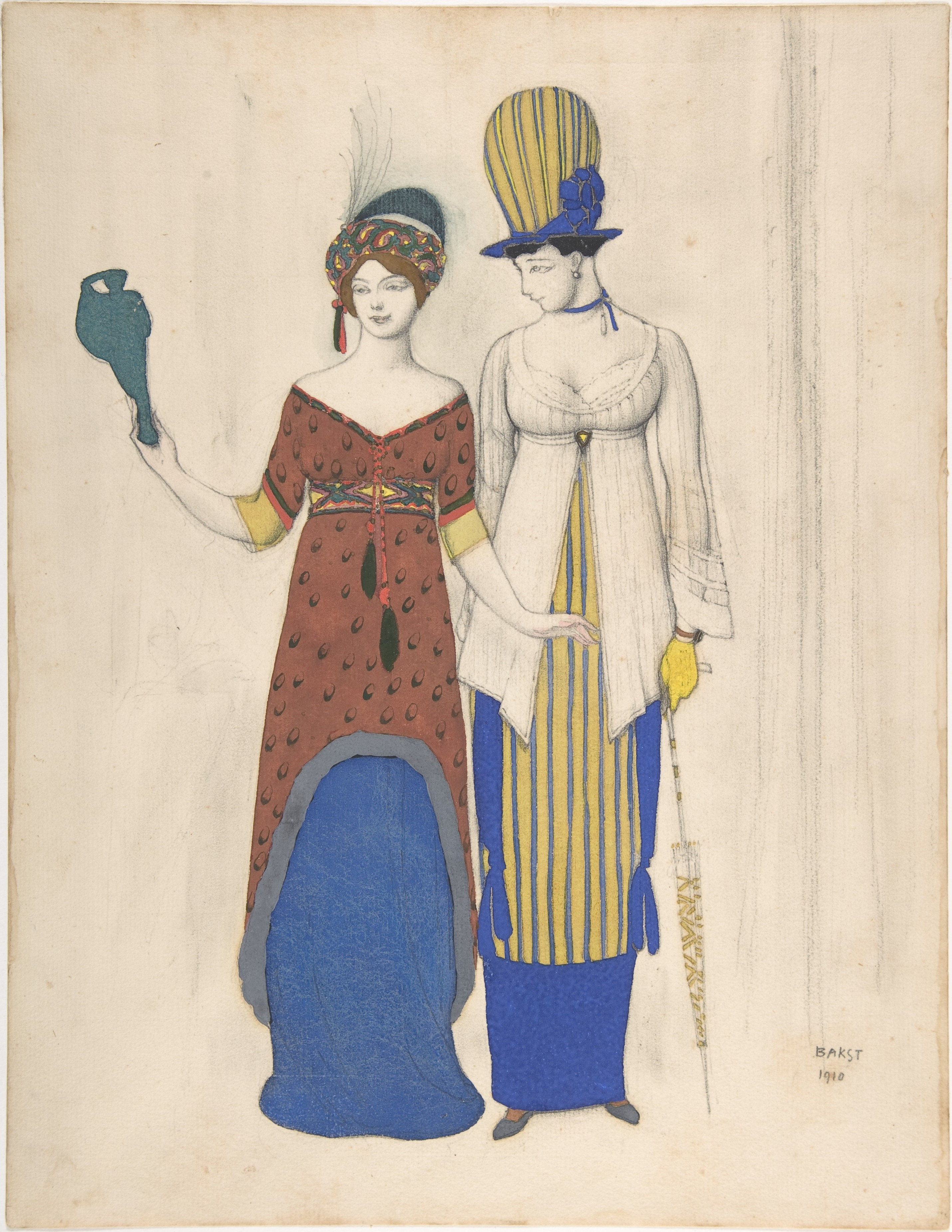
Modezeichnung von Léon Bakst, Metropolitan Museum of Art
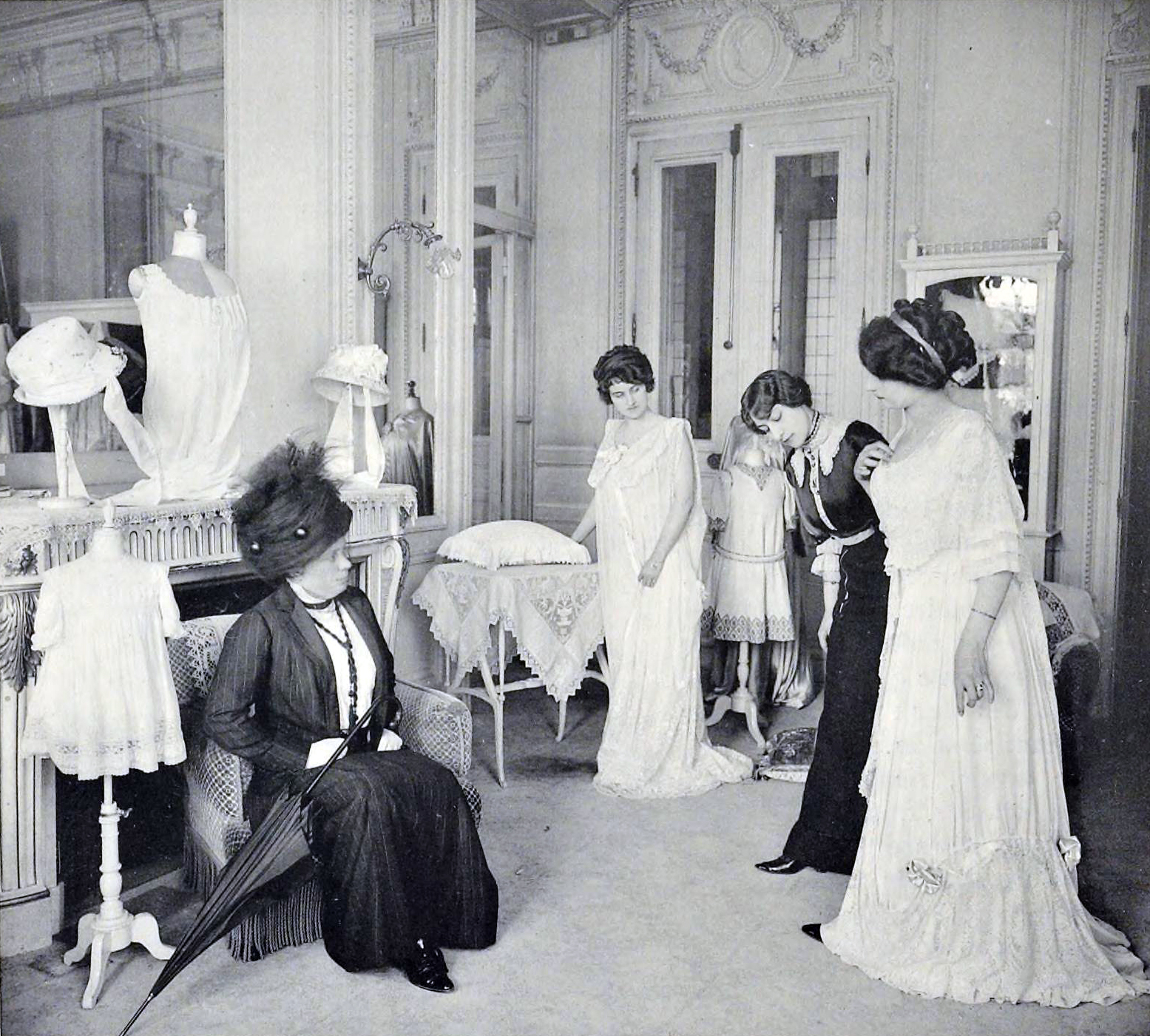
Salon de Lingerie, Redfern & Sons, 1910
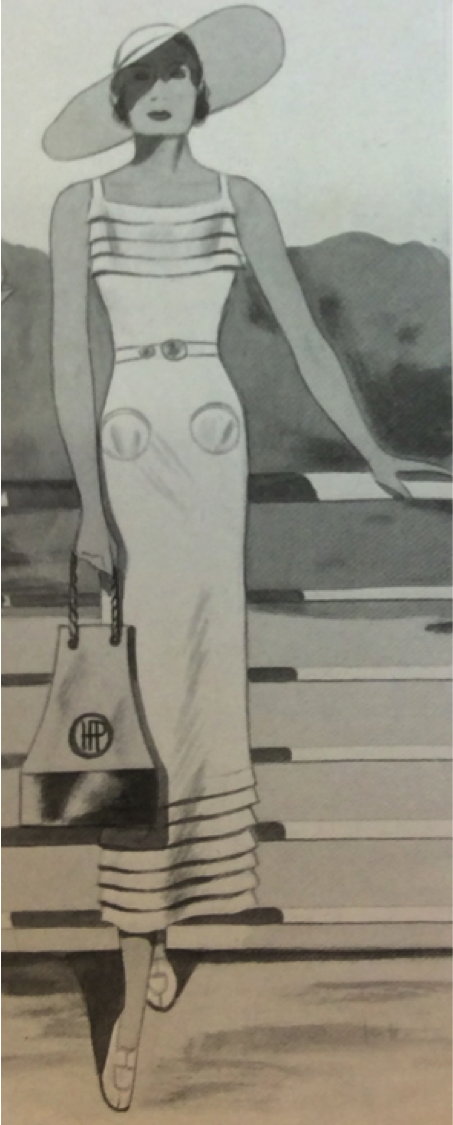
Strandmode, Vera Borea, Gräfin Borea de Buzzaccarini Regoli, 1934
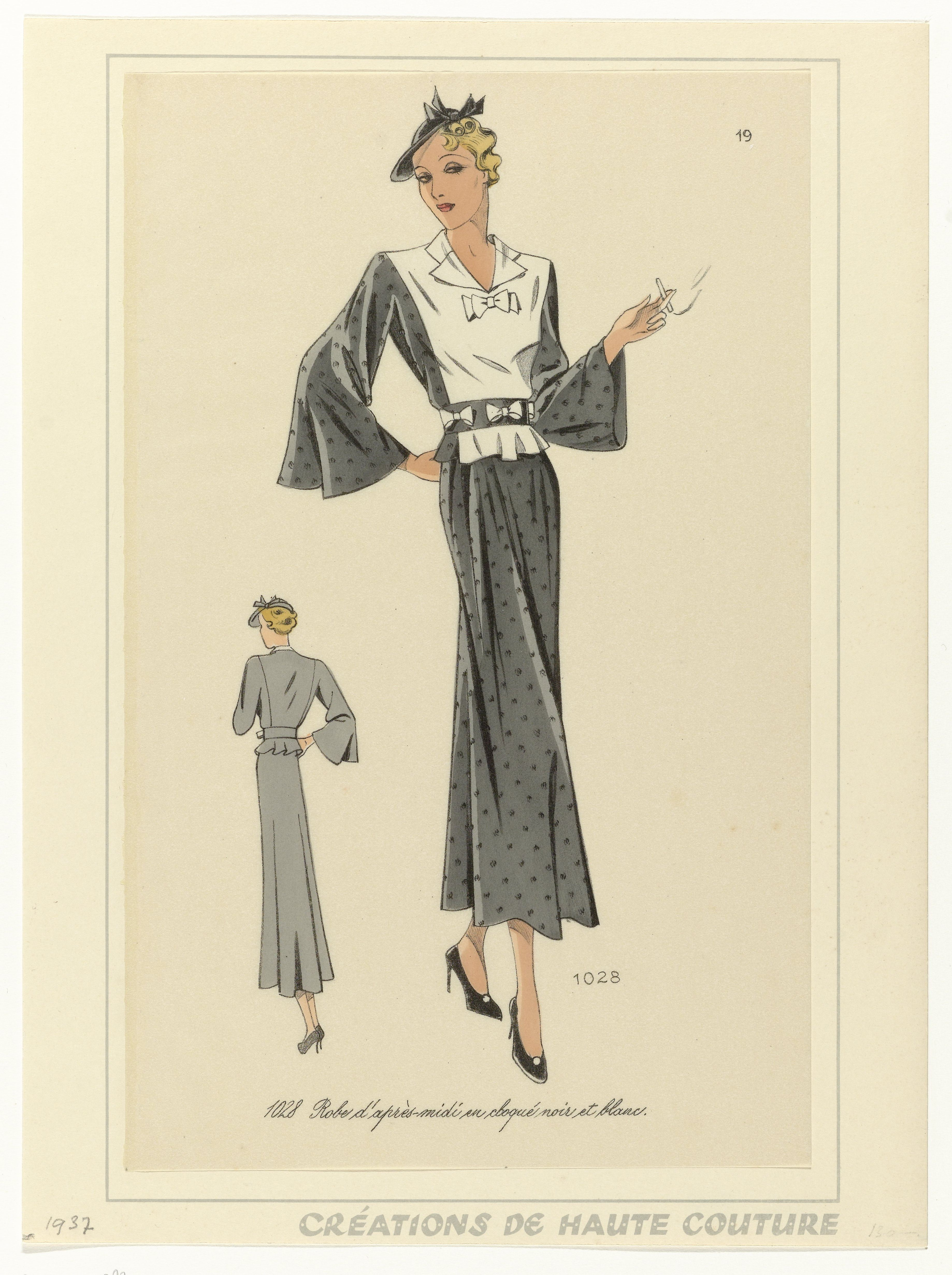
Schwarz-weißes Haute-Couture-Cloqué-Nachmittagskleid 1937
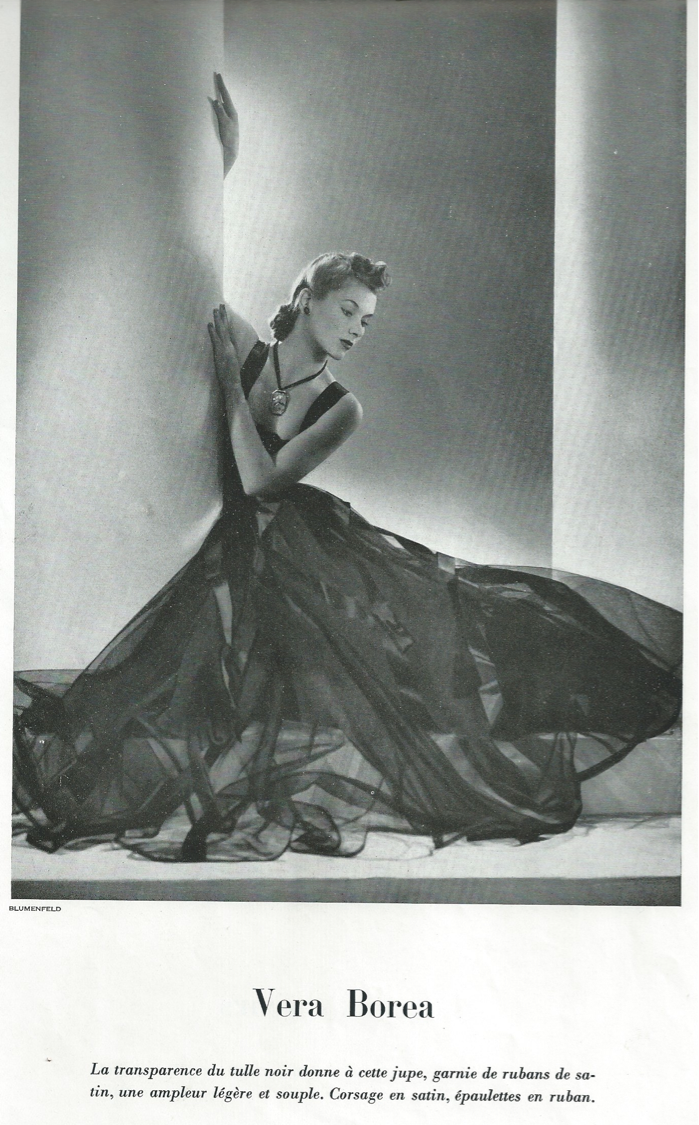
Abendkleid, Vera Borea, 1939, Foto von Erwin Blumenfeld
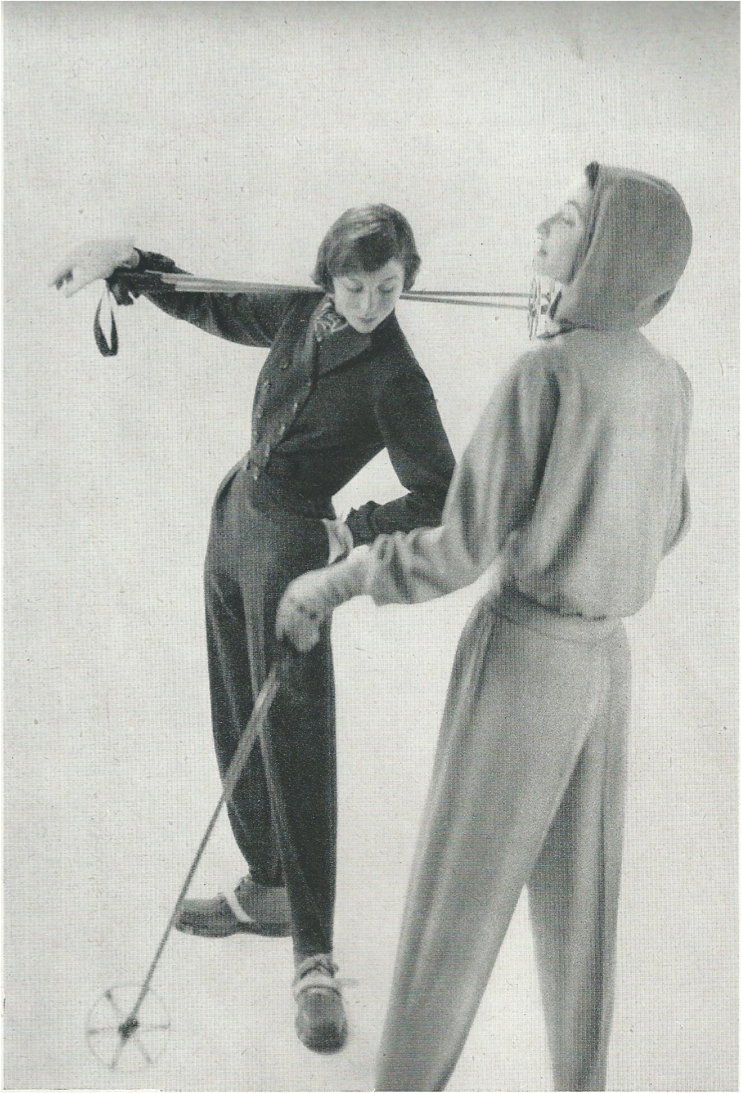
Skimode, Vera Borea, um 1949
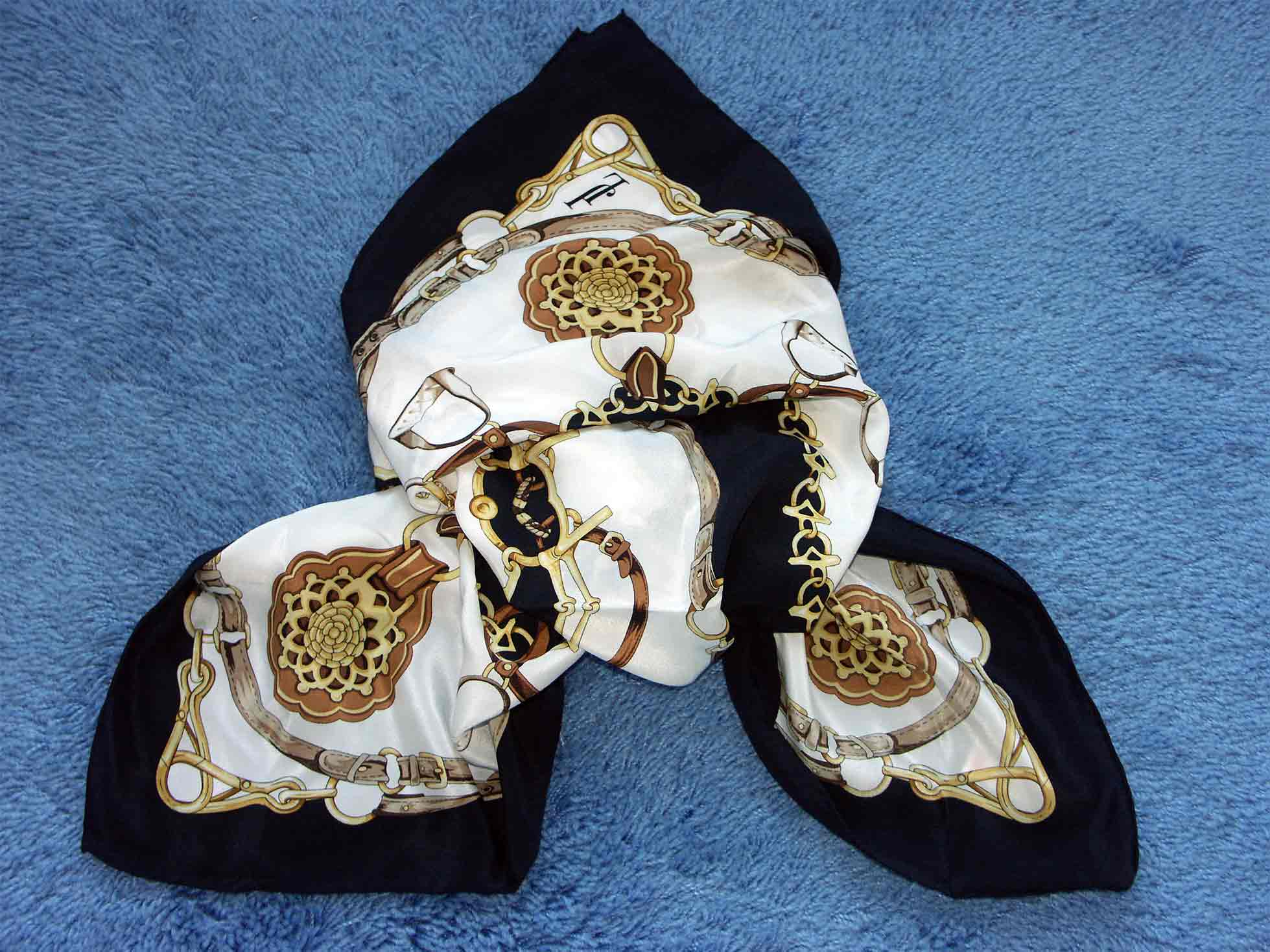
Carré Hermès
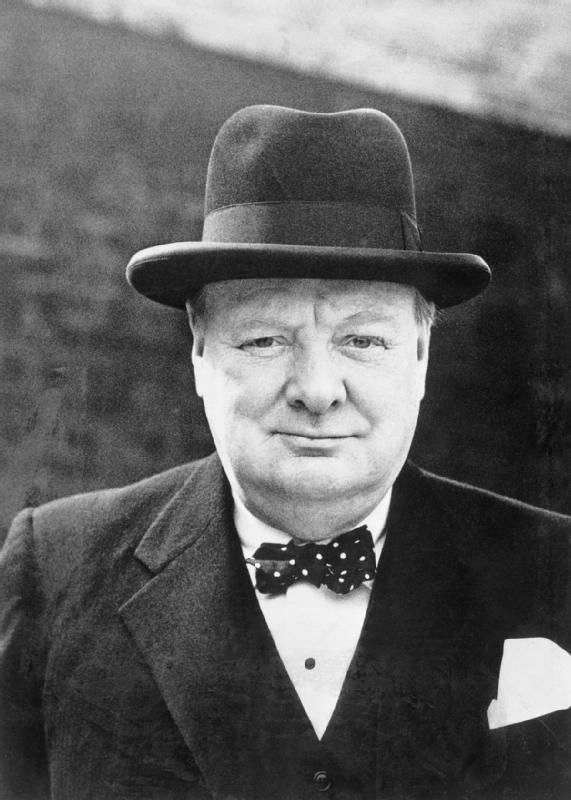
Winston Churchill mit Fliege, Kavalierstuch und Hut
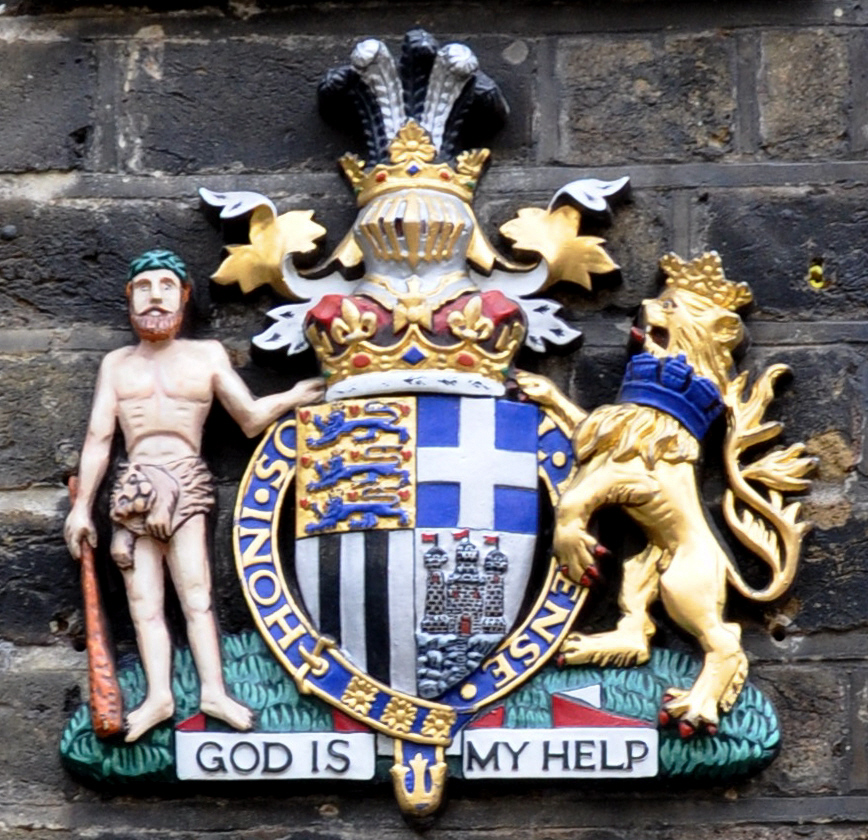
Schild eines Hoflieferanten in der Londoner Savile Row
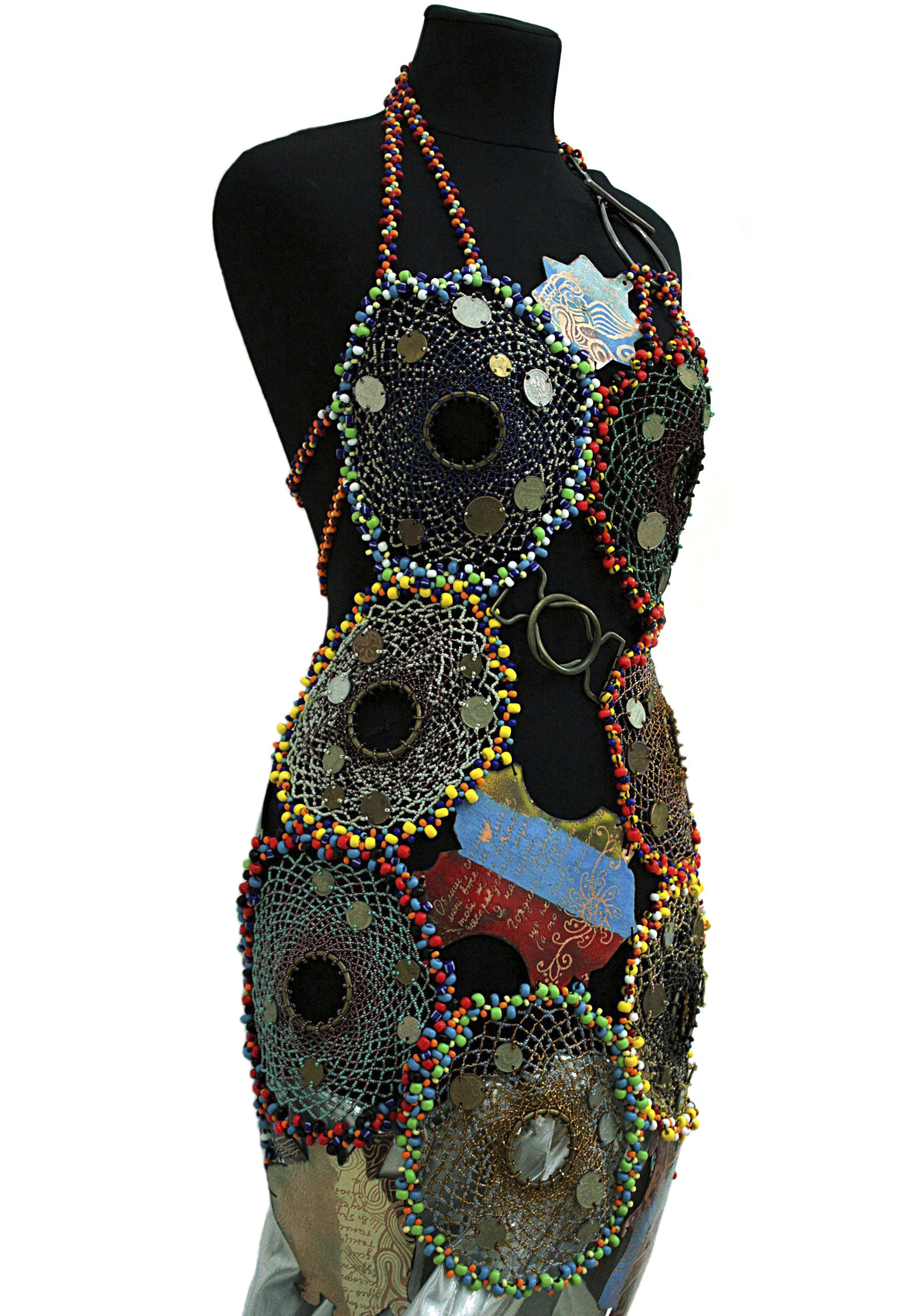
Kleid von Lyudmyla Mysko (Ukraine) 2009
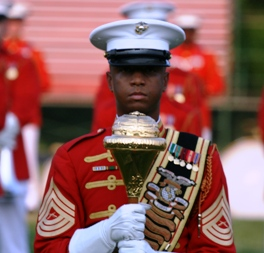
Soldat in der Paradeuniform des United States Marine Corps
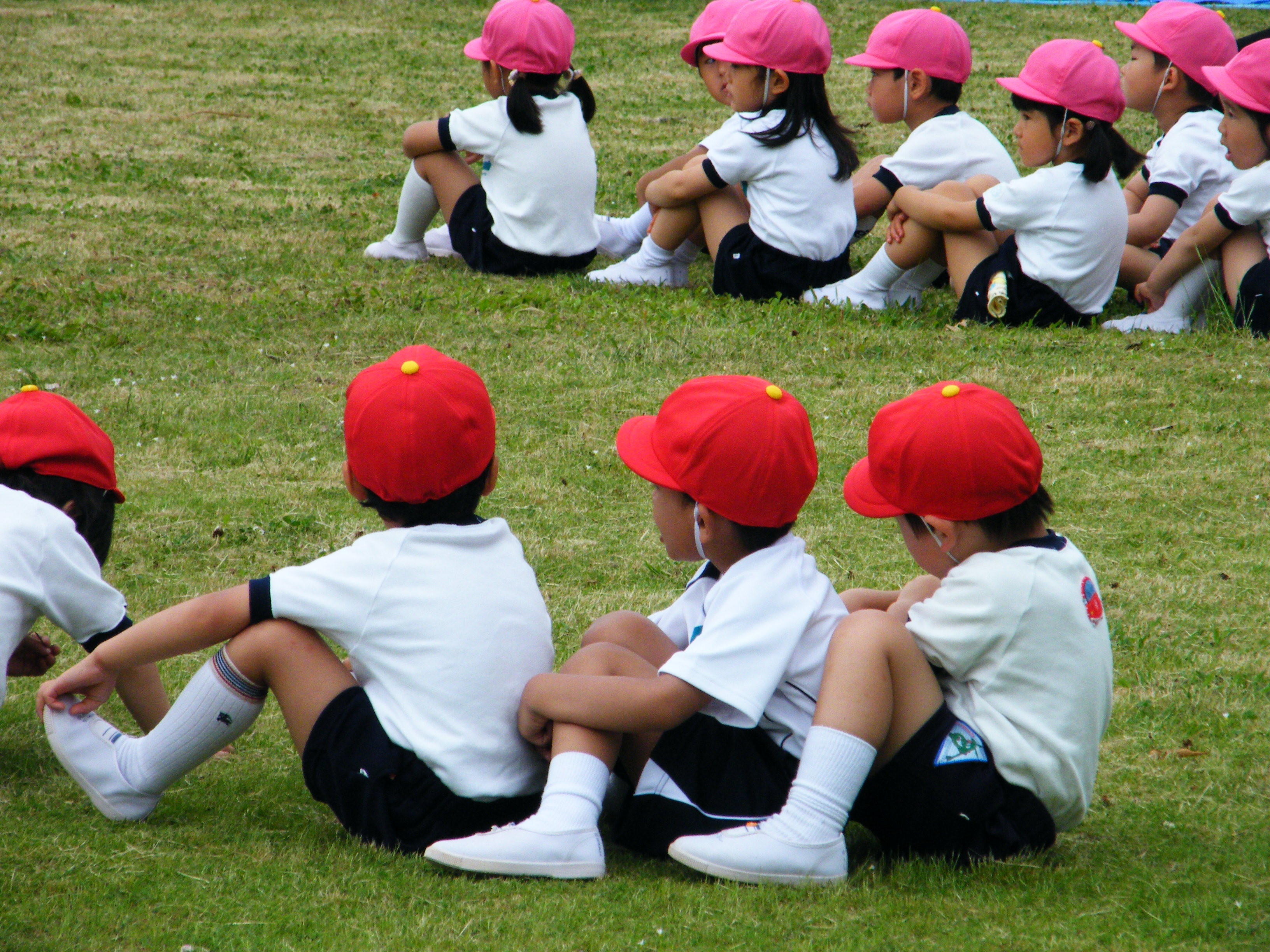
Kindersportmode in Japan
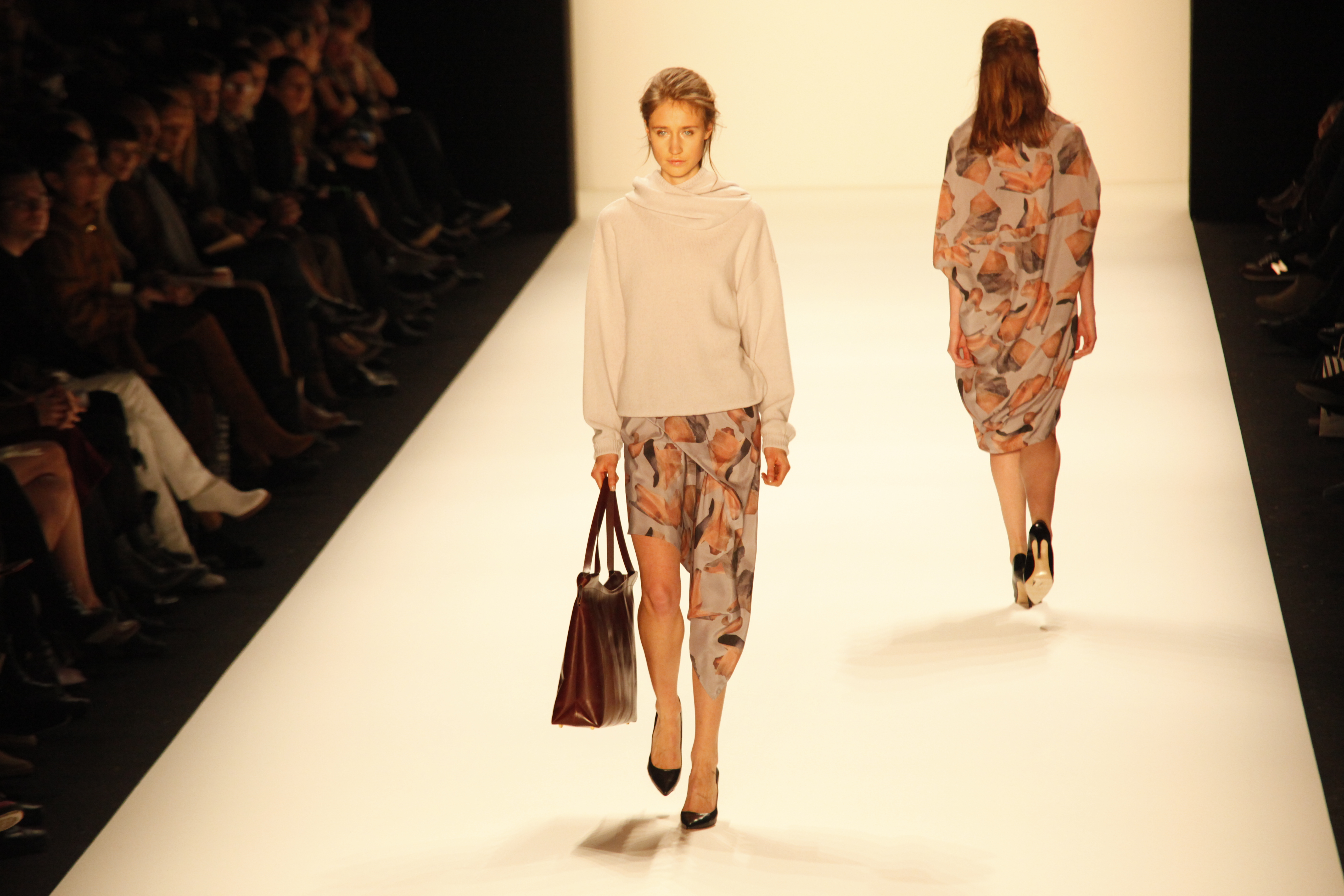
Modepräsentation auf der Berlin Fashion Week

## Zitate
- „Kleide Dich nicht unter und nicht über Deinen Stand; nicht über und nicht unter Dein Vermögen; nicht phantastisch; nicht bunt; nicht ohne Not prächtig, glänzend noch kostbar; aber reinlich, geschmackvoll, und wo Du Aufwand machen mußt, da sei Dein Aufwand zugleich solide und schön. Zeichne Dich weder durch altväterische, noch jede neumodische Torheit nachahmende Kleidung aus. Wende einige größere Aufmerksamkeit auf Deinen Anzug, wenn Du in der großen Welt erscheinen willst. Man ist in Gesellschaft verstimmt, sobald man sich bewußt ist, in einer unangenehmen Ausstaffierung aufzutreten.“ - Adolph Freiherr von Knigge, Allgemeine Bemerkungen und Vorschriften über den Umgang mit Menschen

- „Mode ist eine so unerträgliche Form der Hässlichkeit, dass wir sie alle sechs Monate ändern müssen.“ – „Wissen Sie, Phipps, Mode ist das, was man selber trägt. Geschmacklos ist das, was andere tragen.“ (Oscar Wilde)

- „Ich bin gegen Mode, die vergänglich ist. Ich kann nicht akzeptieren, dass man Kleider wegwirft, nur weil Frühling ist.“ – „Mode ist nicht nur eine Frage der Kleidung. Mode hat etwas mit Ideen zu tun, damit, wie wir leben.“[11] (Coco Chanel)

- „Der Stil ist der Mode überlegen. Er lässt sich von der Mode anregen und greift ihre Ideen auf, ohne sie ganz zu übernehmen. Niemand mit Stilbewusstsein würde seine Art, sich zu kleiden, nur um der Mode willen radikal ändern. Was Stil von Mode unterscheidet, ist die Qualität.“ (Giorgio Armani)